# Соціальна журналістика
Соціа́льна журналі́стика — вид журналістики, об'єктом якого виступають конкретні люди, їх групи і суспільство в цілому, а також їх взаємодія. Метою соціальної журналістики є підтримання стабільності в суспільстві. Цей напрямок соціальної журналістики займається висвітленням соціальних проблем, тобто тих, які пов'язані з протиріччями всередині суспільства.

## Предмет соціальної журналістики
Предмет соціальної журналістики — це простір людини у всьому різноманітті його відносин: з іншими людьми, з соціальними інститутами, з самим собою. Розуміння «соціального» досить широке : воно не зводиться виключно до проблем соціально незахищених верств суспільства, але при цьому і не розширюється до нескінченності, обмежуючись відносинами . До предметів соціальної журналістики можна віднести інформацію про стан усього суспільства або окремих його груп (національних, вікових, професійних і так далі) про взаємодію різних спільнот людей, про зміни в цих взаємодіях, а також окрему людську особистість і її проблеми.

## Завдання соціальної журналістики
Основне завдання соціальної журналістики — підтримка стабільності і стійкості соціальних відносин. На її здійснення спрямовані наступні завдання:
- допомагати одній людині в конкретній ситуації, розповісти про прецедент вирішення проблемної ситуації і прагнути до вироблення алгоритму вирішення тієї чи іншої проблеми;
- відкривати нові теми і проблеми для обговорення, відстежувати зміни, давати їм оцінку, освоювати нові життєві реалії, допомагати жити в мінливому світі і орієнтуватися в ньому, стимулювати творчу життєву активність і особливо індивідуальну ініціативу;
- створювати можливість для вираження нових поглядів і оцінок у рамках традиційних ситуацій, не допускати замовчування або неуваги до важких ситуацій, пояснювати суть змін;
- давати повну інформацію про стан соціальної сфери, робити спільну позицію з назрілих проблем, піддавати громадській експертизі всі законопроєкти і рішення з точки зору їх соціальних наслідків, реально брати участь у формуванні та здійсненні соціальної політики;
- підтримувати рівновагу інтересів, представляючи і обґрунтовуючи позиції різних соціальних груп, знімати соціальну напруженість і запобігати потрясіння; прагнути до розмови на рівних між різними групами;
- пам'ятати про моральну оцінку подій, вчинків, висловлювань, морально підтримувати людей і допомагати долати почуття самотності та безвиході, розповідати про досвід інших людей, нагадувати, що завжди є можливість допомогти іншому, завжди ставити ідеї гуманізму і добра вище ситуативних інтересів окремих груп.